# Marion Frederic Ramírez de Arellano
Marion Frederic Ramirez de Arellano (5 août 1913 - 15 mai 1980) est un commandant de sous-marin de la marine américaine et le premier commandant de sous-marin hispanique,. Il reçut deux Silver Star, la Legion of Merit et une Bronze Star pour ses actions contre la marine impériale japonaise pendant la Seconde Guerre mondiale. Il commanda l'USS Balao et est crédité du naufrage de deux navires japonais.